# Station Żędowice
Station Żędowice is een spoorwegstation in de Poolse plaats Żędowice.